# نقطه تنها

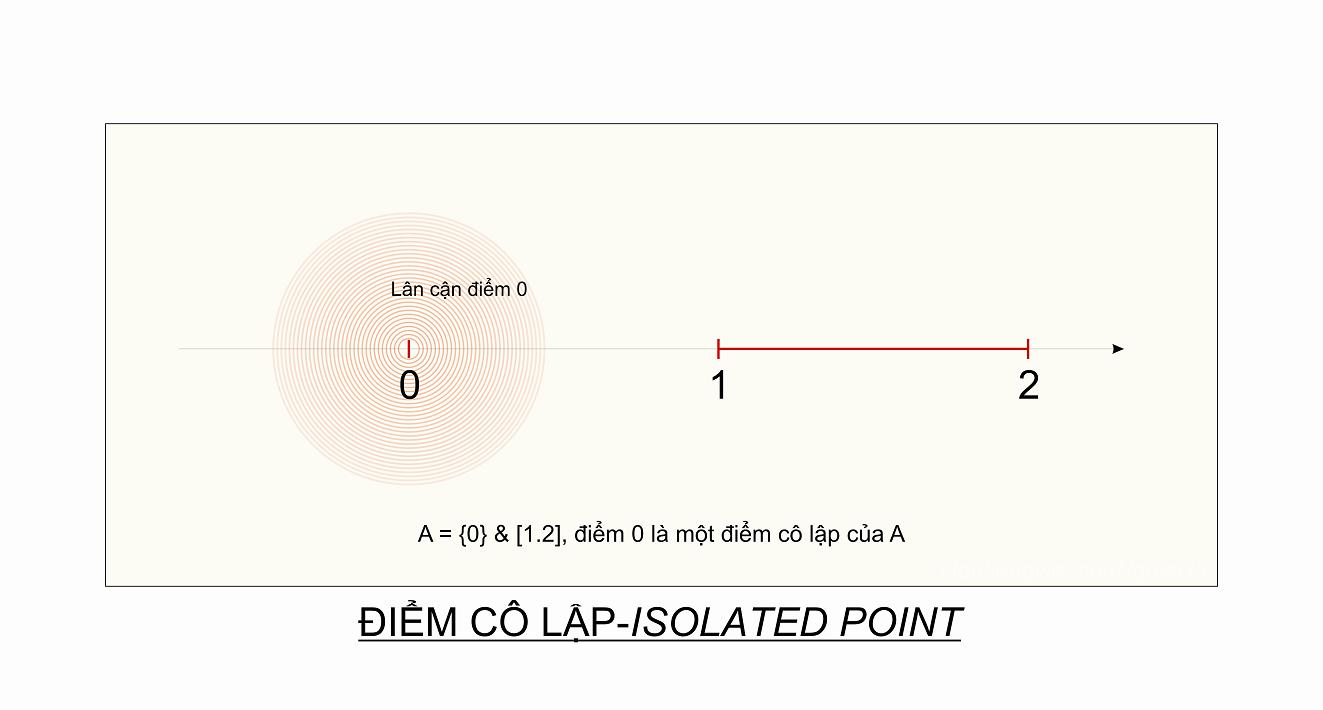
در نگاره ۰ نقطه تنهای مجموعهٔ است

در ریاضیات، نقطه‌ای مانند x از فضای توپولوژیک X را نقطهٔ تنهای زیرمجموعه S از X می‌نامیم هرگاه، x عضو S باشد و همسایگی از x موجود باشد که تنها شامل x بوده و هیچ نقطه دیگری از S را شامل نشود.
به بیان دیگر هرگاه x ∈ S و x نقطهٔ حدی S نباشد، آنگاه x یک نقطهٔ تنهای S است.

## مجموعه گسسته
مجموعه‌ای که فقط از نقاط تنها ساخته شده باشد مجموعه گسسته (به انگلیسی: Discrete set) نام دارد (فضای گسسته را ببینید). هر زیرمجموعه گسسته S از فضای اقلیدسی باید شمارا باشد، زیرا تنها بودن نقاط آن‎ها، همراه با این واقعیت که اعداد گویا در اعداد حقیقی متراکم هستند، به معنی آن است که نقاط S قابلیت تناظر به یک مجموعه نقاط با مختصات حقیقی را دارد، که تعداد اعضای آن مجموعه قابل شمارش است. با این حال، هر مجموعه شمارا، گسسته نیست، یک مثال تعارف در این زمینه اعداد گویا تحت مقیاس اقلیدسی است.
مجموعه‌ای که نقطه تنها ندارد، «متراکم در خودش» نام دارد (هر همسایگی از یک نقطه، شامل نقطه دیگری از آن مجموعه است). یک مجموعه بسته که نقطه تنها ندارد، مجموعه کامل نامیده می‌شود (شامل همه نقاط حدی‌اش است، و هیچ‌کدام از آن‌ها از آن مجزا نیست).
تعداد نقاط تنها از نظر توپولوژیکی ثابت است، یعنی اگر دو فضای توپولوژی {\displaystyle X} و {\displaystyle Y} همسان‌ریخت باشند، تعداد نقاط تنها در هرکدام برابر است.

## مثال‌ها
- در مجموعهٔ A = {۰} ∪ [۱, ۲]،‏ ۰ یک نقطه تنهاست.
- در مجموعهٔ A = {۰} ∪ {۱, ۱/۲,۱/۳,۱/۴,...}‏ هرکدام از نقاط ۱/۲ و ۱/۳ و ۱/۴ و ... نقطه تنها هستند. اما ۰ نقطه تنها نیست و یک نقطه حدی می‌باشد. در واقع در این مثال تنها نقطه‌ای از مجموعه A که تنها نیست نقطه ۰ است.